# Ad-Dauri al-Misri al-Mumtaz
Ad-Dawrī al-Miṣrī al-Mumtāz (ar. الدوري المصري الممتاز) znana również pod nazwą Egyptian Premier League jest najwyższą piłkarską klasą rozgrywkową w Egipcie. Liga powstała w 1948 roku.

## Drużyny w sezonie 2019/2020
- Al-Ahly Kair
- Al-Ittihad Aleksandria
- Al-Masry Port Said
- Aswan SC
- ENPPI Club
- El-Entag El-Harby SC
- El Gouna FC
- El Mokawloon SC
- FC Masr
- Haras El-Hodood SC
- Ismaily SC
- Misr Lel-Makkasa SC
- Pyramids FC
- Smouha SC
- Tala’ea El-Gaish SC
- Tanta SC
- Wadi Degla SC
- Zamalek SC

## Mistrzowie
| - 1948/1949: Al-Ahly Kair - 1949/1950: Al-Ahly Kair - 1950/1951: Al-Ahly Kair - 1951/1952: nie rozgrywano - 1952/1953: Al-Ahly Kair - 1953/1954: Al-Ahly Kair - 1954/1955: nie dokończono - 1955/1956: Al-Ahly Kair - 1956/1957: Al-Ahly Kair - 1957/1958: Al-Ahly Kair - 1958/1959: Al-Ahly Kair - 1959/1960: Zamalek SC - 1960/1961: Al-Ahly Kair - 1961/1962: Al-Ahly Kair - 1962/1963: Tersana SC - 1963/1964: Zamalek SC - 1964/1965: Zamalek SC - 1965/1966: Al-Olympi Aleksandria - 1966/1967: Ismaily SC - 1967/1968: nie rozgrywano - 1968/1969: nie rozgrywano |  | - 1969/1970: nie rozgrywano - 1970/1971: nie dokończono - 1971/1972: nie rozgrywano - 1972/1973: Ghazl El-Mehalla - 1973/1974: nie dokończono - 1974/1975: Al-Ahly Kair - 1975/1976: Al-Ahly Kair - 1976/1977: Al-Ahly Kair - 1977/1978: Zamalek SC - 1978/1979: Al-Ahly Kair - 1979/1980: Al-Ahly Kair - 1980/1981: Al-Ahly Kair - 1981/1982: Al-Ahly Kair - 1982/1983: Al-Mokawloon Al-Arab - 1983/1984: Zamalek SC - 1984/1985: Al-Ahly Kair - 1985/1986: Al-Ahly Kair - 1986/1987: Al-Ahly Kair - 1987/1988: Zamalek SC - 1988/1989: Al-Ahly Kair |  | - 1989/1990: nie dokończono - 1990/1991: Ismaily SC - 1991/1992: Zamalek SC - 1992/1993: Zamalek SC - 1993/1994: Al-Ahly Kair - 1994/1995: Al-Ahly Kair - 1995/1996: Al-Ahly Kair - 1996/1997: Al-Ahly Kair - 1997/1998: Al-Ahly Kair - 1998/1999: Al-Ahly Kair - 1999/2000: Al-Ahly Kair - 2000/2001: Zamalek SC - 2001/2002: Ismaily SC - 2002/2003: Zamalek SC - 2003/2004: Zamalek SC - 2004/2005: Al-Ahly Kair - 2005/2006: Al-Ahly Kair - 2006/2007: Al-Ahly Kair - 2007/2008: Al-Ahly Kair - 2008/2009: Al-Ahly Kair |  | - 2009/2010: Al-Ahly Kair - 2010/2011: Al-Ahly Kair - 2011/2012: nie dokończono ze względu na zamieszki podczas meczu w Port Said - 2012/2013: nie dokończono - 2013/2014: Al-Ahly Kair - 2014/2015: Zamalek SC - 2015/2016: Al-Ahly Kair - 2016/2017: Al-Ahly Kair - 2017/2018: Al-Ahly Kair - 2018/2019: Al-Ahly Kair - 2019/2020: Al-Ahly Kair - 2020/2021: Zamalek SC |

## Podsumowanie

### Liczba mistrzostw według klubów
| Klub                 | Liczba tytułów | Ostatni tytuł |
| -------------------- | -------------- | ------------- |
| Al-Ahly Kair         | 42             | 2019/2020     |
| Zamalek SC           | 13             | 2020/2021     |
| Ismaily SC           | 3              | 2001/2002     |
| Al-Olympi Aleksandra | 1              | 1965/1966     |
| Ghazl El-Mehalla     | 1              | 1972/1973     |
| El Mokawloon SC      | 1              | 1982/1983     |
| Tersana SC           | 1              | 1962/1963     |

### Liczba mistrzostw według miast
| Klub                                                      | Liczba tytułów | Miasto              |
| --------------------------------------------------------- | -------------- | ------------------- |
| Al-Ahly (42), Zamalek (13), El Mokawloon (1), Tersana (1) | 57             | Kair                |
| Ismaily (3)                                               | 3              | Ismailia            |
| Al-Olympi (1)                                             | 1              | Aleksandria         |
| Ghazl (1)                                                 | 1              | Al-Mahalla al-Kubra |